# Josep Maria Jujol

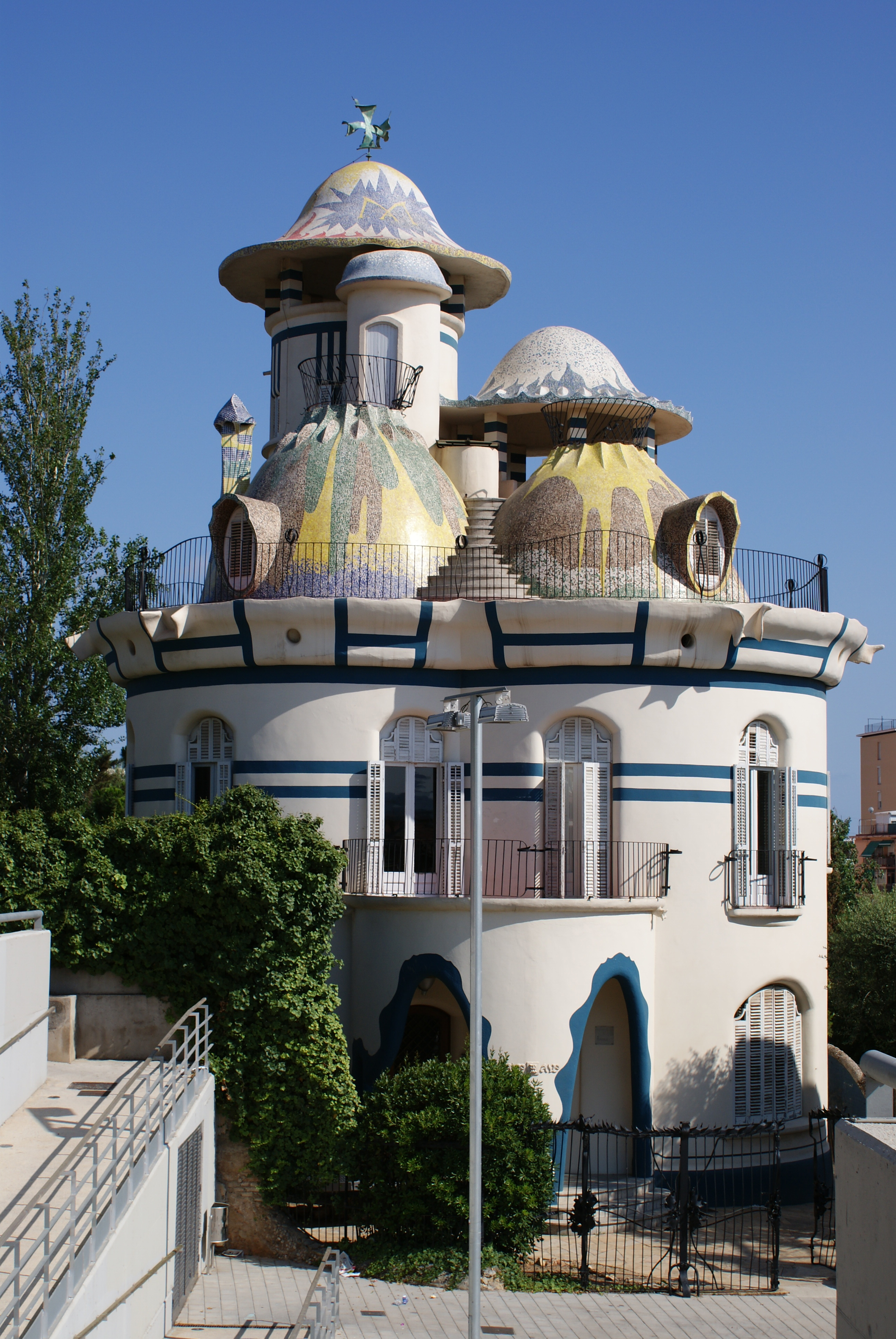
De Torre de la Creu in Sant Joan Despí (Catalonië)

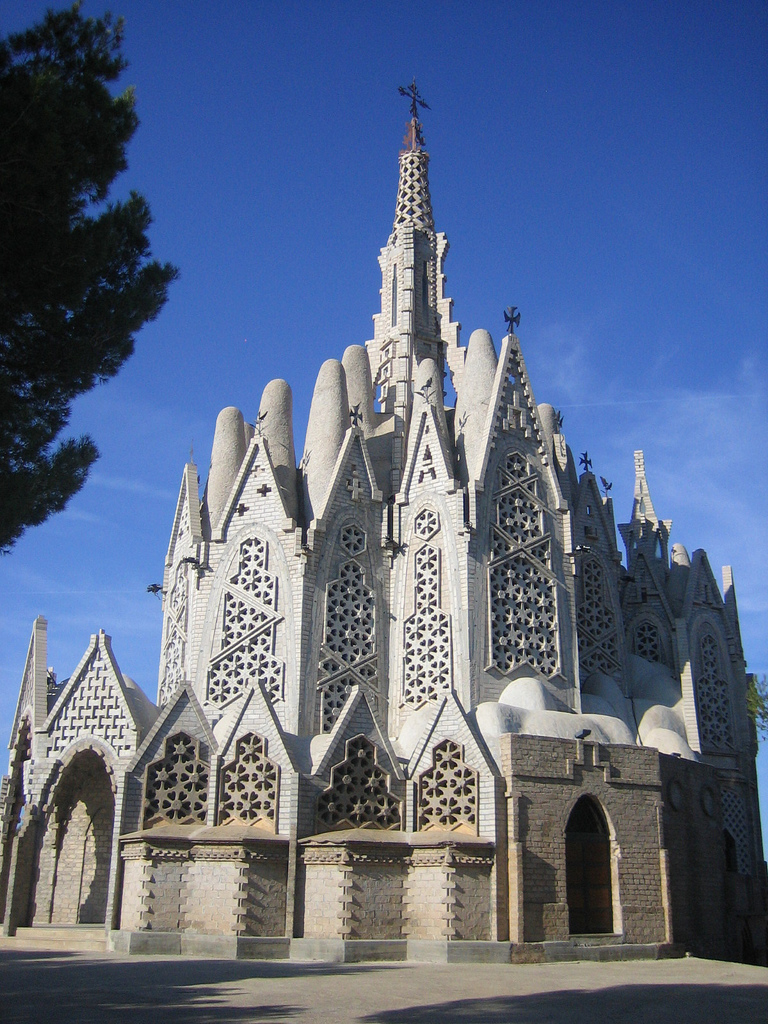
Jujols (onvoltooide) kerk in Montferri, een dorpje in Alt Camp (Catalonië)

Josep Maria Jujol i Gibert (Tarragona, 6 september 1879 – Barcelona, 1 mei 1949), niet te verwarren met zijn tijdgenoot Josep Maria Pujol i de Barberà, was een Spaans architect. Zijn werk valt onder de art nouveau / jugendstil, in Catalonië het modernisme catalá genoemd.
Vanaf 1904 werkte hij veel samen met Antoni Gaudí. Jujol en Gaudí ontwierpen samen het beroemde Park Güell, Casa Batlló en Casa Milà in Barcelona.
Naast architect was Jujol onder meer meubelontwerper, beeldhouwer en kunstschilder. Hij was ook docent aan de Escola Tècnica Superior d'Arquitectura de Barcelona (Hogeschool voor Architectuur van Barcelona).

## Werken
- Casa Batlló (samenwerking met Gaudí). Barcelona, 1906.
- Casa Milà (la Pedrera) (samenwerking met Gaudí). Barcelona, 1908.
- Patronat Obrer-theater, Tarragona, 1908.
- Torre Sansalvador, Barcelona, 1909-1915.
- Casa Mañach, Barcelona, 1911.
- Park Güell (samenwerking met Gaudí), Barcelona, 1911-1913.
- Torre de la Creu, Sant Joan Despí (Barcelona), 1913-1916.
- Casa Ximenis, Tarragona, 1914
- Casa Bofarull, Els Pallaresos (Tarragona), 1914-1931.
- Casa Negre, Sant Joan Despí (Barcelona), 1915-1926.
- Vistabella-kerk, La Secuita (Tarragona), 1918-1924.
- Torre Serra-Xaus, Sant Joan Despí (Barcelona), 1921-1927.
- Casa Planells, Barcelona, 1922-
- Montserrat-kerk (onvoltooid), Montferri (Tarragona),1926-1935.
- Torre Jujol, Sant Joan Despí (Barcelona), 1932.